# Florida Department of Environmental Protection
 (mai 2024).
Si vous disposez d'ouvrages ou d'articles de référence ou si vous connaissez des sites web de qualité traitant du thème abordé ici, merci de compléter l'article en donnant les références utiles à sa vérifiabilité et en les liant à la section « Notes et références ».
Le Florida Department of Environmental Protection (FDEP) est une agence gouvernementale de la Floride chargée de la protection environnementale de l'État.

## Histoire

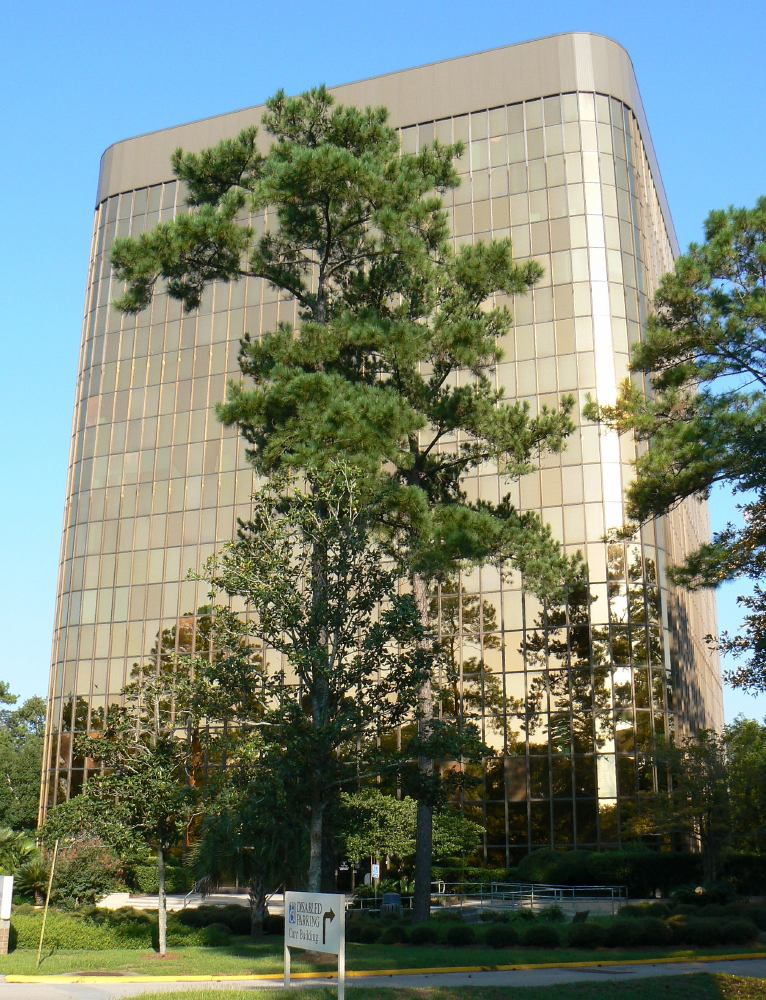
Bâtiment Marjory Stoneman Douglas dans la capitale Tallahassee, le plus important bâtiment de l'agence.

Dans les années 1960, lorsque les autorités publiques se sentaient de plus en plus concernées par la protection environnementale dans le pays, la Floride disposait de quatre agences dont les missions étaient liées à l'environnement. Par exemple, le département de la santé gérait la qualité des eaux pour la consommation, le département des ressources naturelles géraient les parcs et la Florida Fish and Wildlife Conservation Commission gérait la pêche et la chasse.
La Floride ne possédait pas d'agence environnementale cohésive avant la création du Florida Department of Air and Water Pollution Control (Département floridien du contrôle de la pollution de l'air et de l'eau). Cette dernière fut créée sous le mandat du Gouverneur Claude R. Kirk, Jr. à la fin des années 1960. Le personnel était en grande partie issu du Bureau of Sanitary Engineering du département de la santé. Le nom de l'agence fut rapidement simplifié en Florida Department of Pollution Control.
Le Florida Department of Environmental Regulation (FDER) est créé au milieu des années 1970 au départ du Department of Pollution Control et de morceaux du Board of Trustees of the Internal Improvement Trust Fund et du Florida Department of Natural Resources. Ce nouvel ensemble, en plus de surveiller la qualité de l'air et de l'eau, avait pour mission la gestion de l'aménagement du territoire de l'État et en particulier des berges et des milieux humides. Cet organisme gérait ainsi cinq districts de gestion des ressources en eau établis en 1972 : Le district de la Suwannee River, de la St. Johns River, du sud-ouest, du sud et du nord-ouest.
Le département actuel (FDEP) date des années 1990 lorsque l'organisme fusionna avec le Department of Natural Resources.

## Tâches et responsabilités
Le département est responsable de la gestion des pollutions de l'air, de l'eau, des milieux humides, des berges, des plans d'eau, du contrôle des usines de traitement des déchets dangereux et des conduites de transport du gaz. Il gère également la gestion des parcs d'État, de zones naturelles, de zones récréatives et participe à la restauration des Everglades. Il gère finalement les ressources géologiques, contrôle les espèces invasives et les ressources en eau. Le budget annuel moyen entre 2000 et 2005 était de 1 899 731 705 $ et son équipe était composée de 3 600 employés.